# Okres amazoński

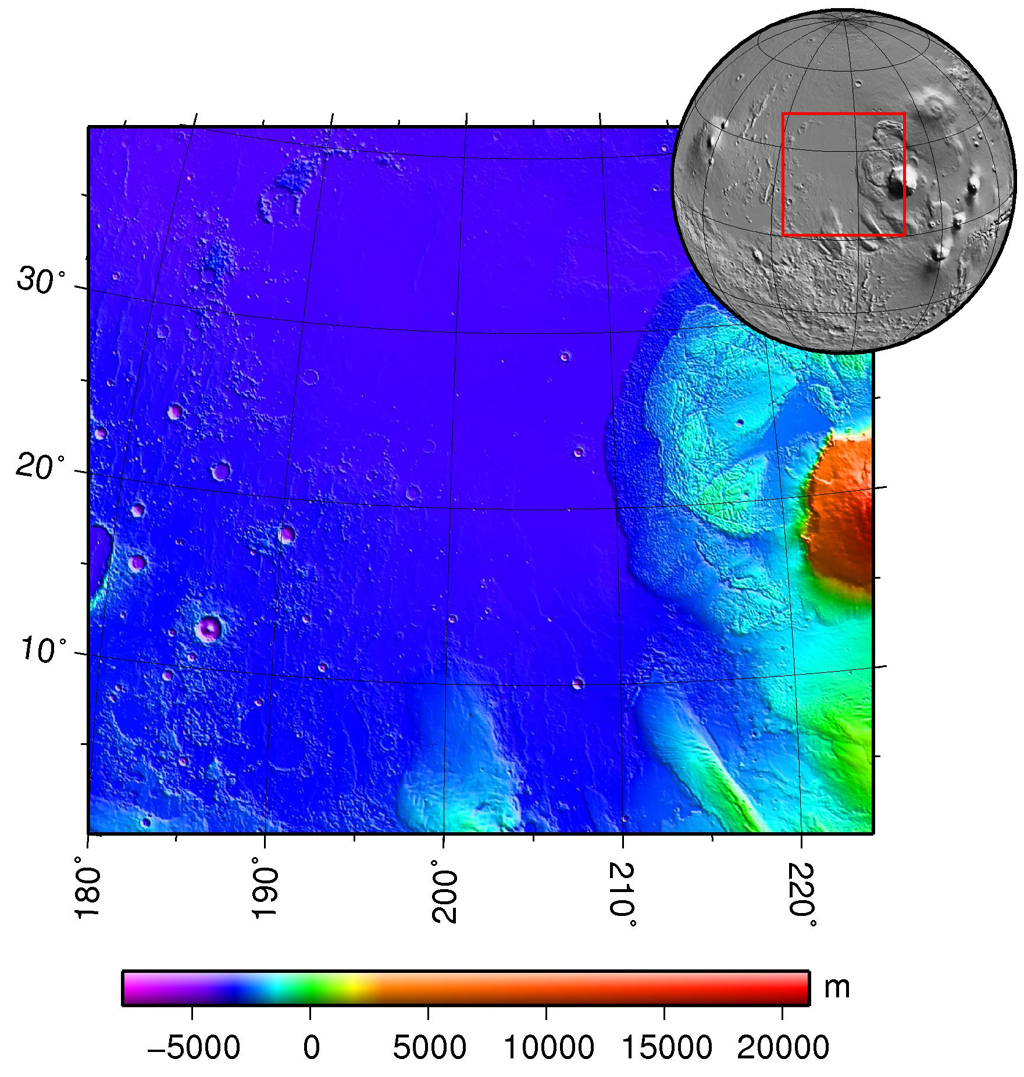
Topografia Amazonis Planitia, obszaru ukształtowanego w okresie amazońskim. Mapa wykonana na podstawie danych z sondy Mars Global Surveyor.

Okres amazoński – najmłodszy okres w historii geologicznej Marsa, który rozpoczął się prawdopodobnie 3 miliardy lat temu (absolutny wiek powierzchni Marsa jest słabo poznany) i trwa do dziś.
W historii geologicznej Ziemi okres ten odpowiada proterozoikowi i fanerozoikowi, czyli eonom, w których rozwinęło się życie na Ziemi.

## Charakterystyka
W okresie amazońskim aktywność wulkaniczna zmalała dziesięciokrotnie w porównaniu do jej skali w poprzednim okresie hesperyjskim i generalnie ograniczała się do wulkanicznych prowincji Tharsis i Elysium. Tempo erozji i wietrzenia stało się bardzo niskie. Okres ten generalnie jest zimny i suchy, nie zdarzają się już powodzie na tak wielką skalę jak w okresie hesperyjskim. Charakterystyczne dla okresu amazońskiego jest powstawanie osadów lodowcowych: utworzyły się w nim warstwowane osady czap polarnych Marsa na Planum Boreum i Planum Australe, oraz osady lodowcowe na marsjańskich wulkanach.
Na podstawie analizy zdjęć wykonanych przez sondę Mars Reconnaissance Orbiter zespół geologów z Brown University udokumentował ślady wypływów wody z lodowców położonych na średnich szerokościach geograficznych Marsa. Doliny, powstałe na skutek wypływów wody spod lodowców, utworzyły się, gdy wystarczająco duża ilość energii słonecznej docierała na powierzchnię planety, powodując topnienie cienkiej warstwy lodu. Choć skala topienia lodu była ograniczona, pozwoliła na utworzenie kanałów o długości kilku kilometrów i szerokości sięgającej 50 metrów. Przy współpracy uniwersytetów Browna, bostońskiego i uniwersytetu stanowego Portland został utworzony pierwszy katalog dolin fluwioglacjalnych na Marsie. Bodźcem do prowadzenia takich badań było dostrzeżenie doliny tego typu w kraterze Lyot datowanym na okres amazoński.
Nazwa okresu amazońskiego pochodzi od równiny Amazonis Planitia, która jest obszarem typowym dla tego okresu.